# Дебра Мессінг
Дебра Мессінг (англ. Debra Messing; нар. 15 серпня 1968, Нью-Йорк) — американська акторка, яка домоглася успіху завдяки ролям у телевізійних комедіях, найпочесніша з яких — роль Грейс Адлер у серіалі «Вілл і Грейс», яка принесла їй сім номінацій на премію «Золотий глобус» за найкращу жіночу роль — комедія або мюзикл; п'ять номінацій на премію «Еммі» за найкращу жіночу роль у комедійному серіалі, одну з яких вона виграла у 2003 році; та сім номінацій на премію Гільдії кіноакторів.

## Фільмографія

### Фільми
| Рік  |    | Українська назва              | Оригінальна назва              | Роль                         |
| ---- | -- | ----------------------------- | ------------------------------ | ---------------------------- |
| 1995 | ф  | Прогулянка в хмарах           | A Walk in the Clouds           | Бетті Саттон                 |
| 1997 | ф  | Флот МакХейла                 | McHale's Navy                  | лейтенант Пенелопа Карпентер |
| 1998 | ф  | Знаменитість                  | Celebrity                      | репортерка                   |
| 1999 | тф | Ісус. Бог і людина            | Jesus                          | Марія Магдалина              |
| 2002 | ф  | Людина-метелик                | The Mothman Prophecies         | Мері                         |
| 2002 | ф  | Голлівудський фінал           | Hollywood Ending               | Лорі                         |
| 2004 | ф  | А ось і Поллі                 | Along Came Polly               | Ліза Крамер                  |
| 2004 | ф  | Гарфілд                       | Garfield                       | Арлін (голос)                |
| 2005 | ф  | Наречений напрокат            | The Wedding Date               | Кет Елліс                    |
| 2006 | мф | Сезон полювання               | Open Season                    | Бет (голос)                  |
| 2007 | ф  | Щасливець                     | Lucky You                      | Сюзанна                      |
| 2007 | ф  | Пурпурні фіалки               | Purple Violets                 | Кейт Скотт                   |
| 2008 | ф  | Жінки                         | The Women                      | Еді Коен                     |
| 2008 | ф  | Нічого схожого на свята       | Nothing like the Holidays      | Сара                         |
| 2014 | ф  | Як неділя, так дощ            | Like Sunday, Like Rain         | Барбара                      |
| 2016 | ф  | Альбіон: Зачарований жеребець | Albion: The Enchanted Stallion | Королева                     |
| 2017 | тф | Брудні танці                  | Dirty Dancing                  | Марджорі Хаусман             |
| 2018 | ф  | Пошук                         | Searching                      | детектив Вік                 |
| 2020 | ф  | Чесний кандидат               | Irresistible                   | Бабс Гарнетт                 |
| 2020 | ф  | Темна прірва                  | The Dark Divide                | Джессіка Голдман             |
| 2022 | ф  | Брос                          | Bros                           | у ролі самої себе            |
| 2025 | ф  | Мудрі хлопці                  | Alto Knights                   | Боббі Костелло               |

### Серіали
| Рік       |    | Українська назва                    | Оригінальна назва                 | Роль                                                 |
| --------- | -- | ----------------------------------- | --------------------------------- | ---------------------------------------------------- |
| 1994—1995 | с  | Поліція Нью-Йорка                   | NYPD Blue                         | Дана Абандандо (3 епізоди)                           |
| 1995      | с  |                                     | Partners                          | Стейсі (Епізод: "City Hall")                         |
| 1995—1997 | с  | Нед і Стейсі                        | Ned & Stacey                      | Стейсі Колберт (46 епізодів)                         |
| 1996—1997 | с  | Сайнфелд                            | Seinfeld                          | Бет Лукнер (2 епізоди)                               |
| 1998      | с  |                                     | Prey                              | доктор Слоан Паркер (13 епізодів)                    |
| 1998—2020 | с  | Вілл і Грейс                        | Will & Grace                      | Грейс Адлер (246 епізодів)                           |
| 2002      | мс | Король гори                         | King of the Hill                  | місіс Гілгрен-Бронсон (Епізод: "Get Your Freak Off") |
| 2007—2008 | с  |                                     | The Starter Wife                  | Моллі Каган (10 епізодів)                            |
| 2011      | с  | Закон і порядок: Спеціальний корпус | Law & Order: Special Victims Unit | Дана Абандандо (Епізод: "Pursuit")                   |
| 2012—2013 | с  | Успіх                               | Smash                             | Джулія Х'юстон (32 епізоди)                          |
| 2014—2016 | с  |                                     | The Mysteries of Laura            | детектив Лора Даймонд (38 епізодів)                  |

## Особисте життя
Познайомилася з Денієлом Зелманом, актором і сценаристом, в їх перший день як аспірантів Нью-Йоркського університету в 1990 році. Вони одружилися 3 вересня 2000 року і жили на Мангеттені. 7 квітня 2004 року Мессінг народила сина Романа. У грудні 2011 року вона та її чоловік розлучилися після 11 років шлюбу.